# Maria w kalwinizmie
Maria z Nazaretu, Maria (Maryja) Panna, Święta Dziewica, jest w kalwinizmie szanowana jako wzór wiary, lecz nie jest otaczana kultem.

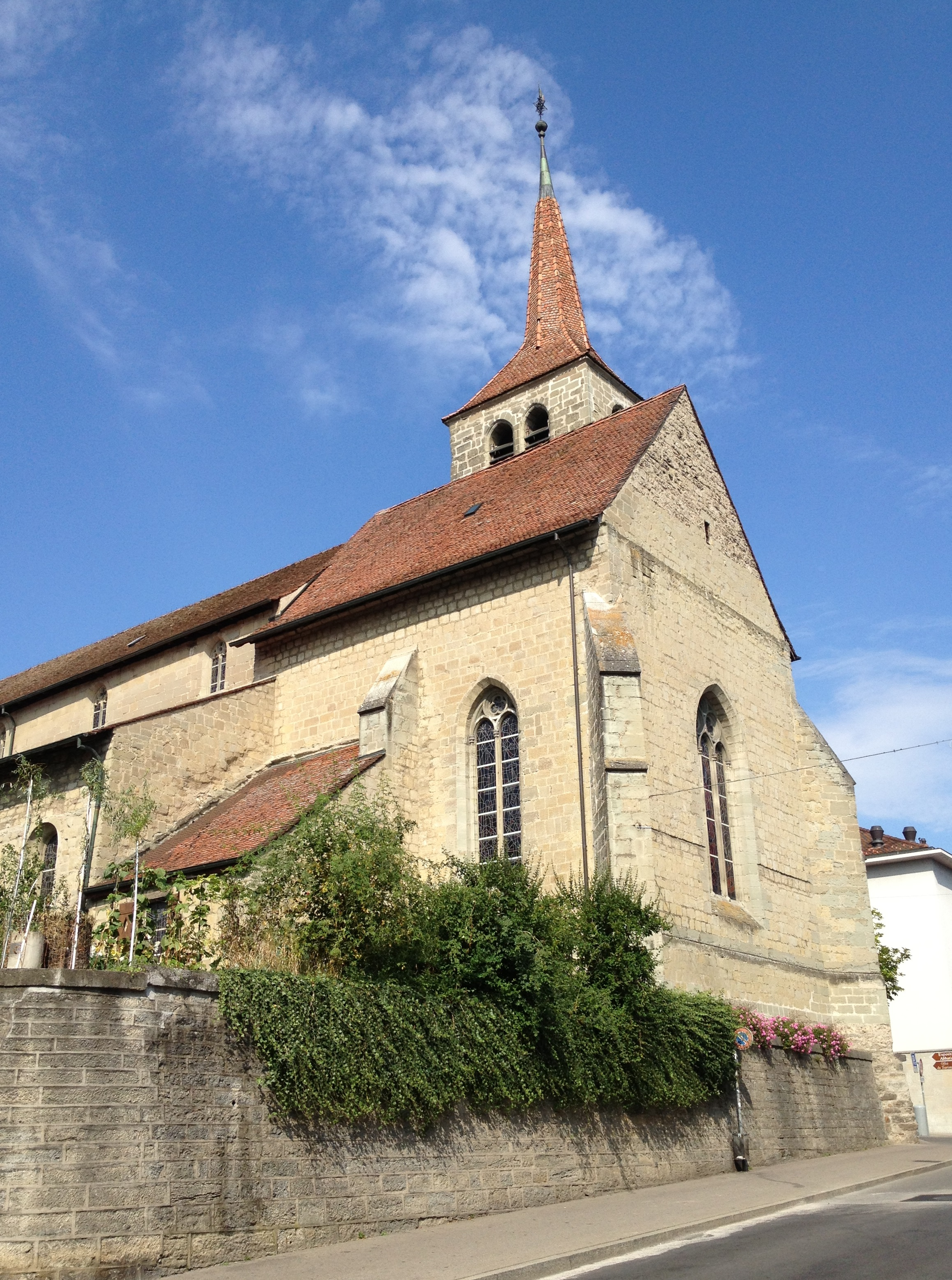
Kalwiński kościół Marii Panny w Payerne (Szwajcaria)

Kościoły ewangelicko-reformowane mają swój początek w XVI-wiecznej reformacji protestanckiej, która powstała w wyniku sprzeciwu m.in. wobec (zdaniem reformatorów) nadmiernie rozwiniętego katolickiego kultu maryjnego. Kalwinizm był tworem
następnego po Lutrze pokolenia reformatorów, dlatego teologia kalwinizmu w jeszcze większym stopniu niż luteranizm, zerwała z katolicką tradycją maryjną.

## Podstawy mariologii
W kalwinizmie maryjne rozważania teologiczne mają niewielkie znaczenie. Mariologia kalwińska, która nie stanowi odrębnego działu teologii, opiera się na:
- Biblii, która w opinii apologetów kalwińskich nie zawiera dostatecznego potwierdzenia roli i znaczenia, przypisywanych Marii Pannie w katolicyzmie.
- podstawach teologii reformowanej takich jak m.in.: Institutio religionis christianae (Nauka religii chrześcijańskiej) Kalwina (1536), Katechizm Heidelberski (1563) i tzw. II Helweckie wyznanie wiary (1566).
- odrzuceniu całej Tradycji katolickiej i przyjęciu zasady "podwójnej predestynacji" (zasada ta jest nie uznawana przez większość współczesnych Kościołów kalwińskich).
- maryjnych rozważaniach teologicznych, poczynając od założyciela kalwinizmu Jana Kalwina, poprzez Karla Bartha aż do czasów współczesnych.
- zasadzie ciągłej zmienności i dostosowywania doktryny do zmieniających się epok i ich uwarunkowań (Ecclesia reformata et semper reformanda). Ogólnie kalwinizm cechuje się większą swobodą interpretacji doktryny i mniejszą jej kodyfikacją, niż np. luteranizm.

## Opinie wczesnych teologów kalwińskich
Opinie teologów wczesnego okresu kalwinizmu (XVI-XVII w.) cechowały się z jednej strony dystansem do zewnętrznego, materialnego kultu maryjnego, a z drugiej strony podkreślały wyjątkowość i wybranie Marii, jej wieczne dziewictwo i świętość.

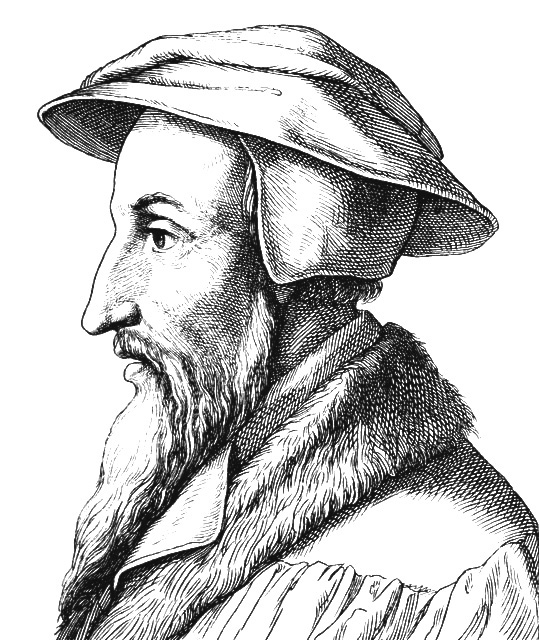
Jan Kalwin

### Jan Kalwin
Kalwin najczęściej opisuje Marię w swoich pismach jako "Świętą Dziewicę". Chociaż Kalwin nie głosił tak wyraźnie i otwarcie jak Luter chwały Marii Panny, to nie zaprzeczał jej wieczystemu dziewictwu i stosował wobec niej określenie "Matka Boga". Odrzucał jako "heretyckie" poglądy o tym, że Maria jakoby urodziła Jezusowi braci i siostry (Komentarz do Ewangelii Mateusza, 13:55). Uznawał, że nie chodzi tu o rzeczywiste rodzeństwo Jezusa, lecz o jego kuzynów lub krewnych. (Komentarz do Ewangelii Jana,7:3).
```
Nie można zaprzeczyć, że Bóg wybierając i przeznaczając Marię na Matkę swego Syna, wyróżnił ją najbardziej jak to możliwe. (
Calvini Opera, Corpus Reformatorum
, 1863, t. 45, str. 348.)
[
1
]
```

```
Również dzisiaj nie możemy cieszyć się błogosławieństwem przyniesionym nam w Chrystusie, nie myśląc jednocześnie o tym, co Bóg dał jako chwałę i cześć Marii, decydując, aby to ona stała się Matką swego Jednorodzonego Syna. (Jan Kalwin, 
A Harmony of Matthew, Mark and Luke
 (St. Andrew's Press, Edinburgh, 1972), s.32)
[
1
]
```

Jednocześnie Kalwin odrzucał doktrynę o niepokalanym poczęciu Marii Panny oraz nie uznawał jej wstawiennictwa ani pośrednictwa w myśl zasady Solus Christus. Kalwin wierzył, że Maria Panna potrzebuje łaski Bożej tak samo, jak każdy inny człowiek i dlatego nie może pośredniczyć w modlitwach wiernych do Chrystusa. Sprzeciwiał się jakimkolwiek modlitwom do Marii, twierdząc że modlitwy do innych istot niż Bóg, są wzbronione. Stanowczo odrzucał wszelkie katolickie formy kultu maryjnego.

### Ulrich Zwingli
Zwingli miał podobne poglądy, jak Kalwin na temat Marii: uznawał ją za szczególnie uhonorowaną i wyróżnioną przez Boga, za czystą Dziewicę, która taką była zawsze "przez całą wieczność". (Zwingli Opera, Corpus Reformatorum, tom 1, s. 424]: "Mówię o tym w świętym Kościele Zurychu i we wszystkich moich pracach: uznaję Marię jako zawsze Dziewicę i świętą". (styczeń 1528 r.), "cenię ogromnie Bogarodzicę, zawsze czystą, Niepokalaną Dziewicę Marię", "Chrystus ... narodził się z Dziewicy najbardziej nieskalanej", "Im bardziej cześć i miłość do Chrystusa wśród ludzi rośnie, tym bardziej szacunek i cześć dla Marii rośnie, bo zrodziła dla nas tak wielkiego, ale tak współczującego Pana i Odkupiciela. (Zwingli Opera, Corpus Reformatorum, Berlin, 1905, t. 1, s. 427-428).

### Heinrich Bullinger
Heinrich Bullinger, następca Zwingliego i autor II Helweckiego Wyznania Wiary, uznawał Marię za "najbardziej wyjątkową i najszlachetniejszą" wśród chrześcijan, za Dziewicę, całkowicie uświęconą przez łaskę i krew Syna swego jedynego i obficie obdarzoną darami Ducha Świętego, która "teraz żyje szczęśliwie z Chrystusem w niebie i nazywa się i pozostaje na zawsze Dziewicą i Matką Bożą."
Potwierdzał też wniebowzięcie Maryi: "Uważamy, że czysta i nieskazitelna postać Matki Bożej, Dziewicy Marii, świątyni Ducha Świętego, to znaczy jej świętego ciała, została uniesiona do nieba przez aniołów ...".

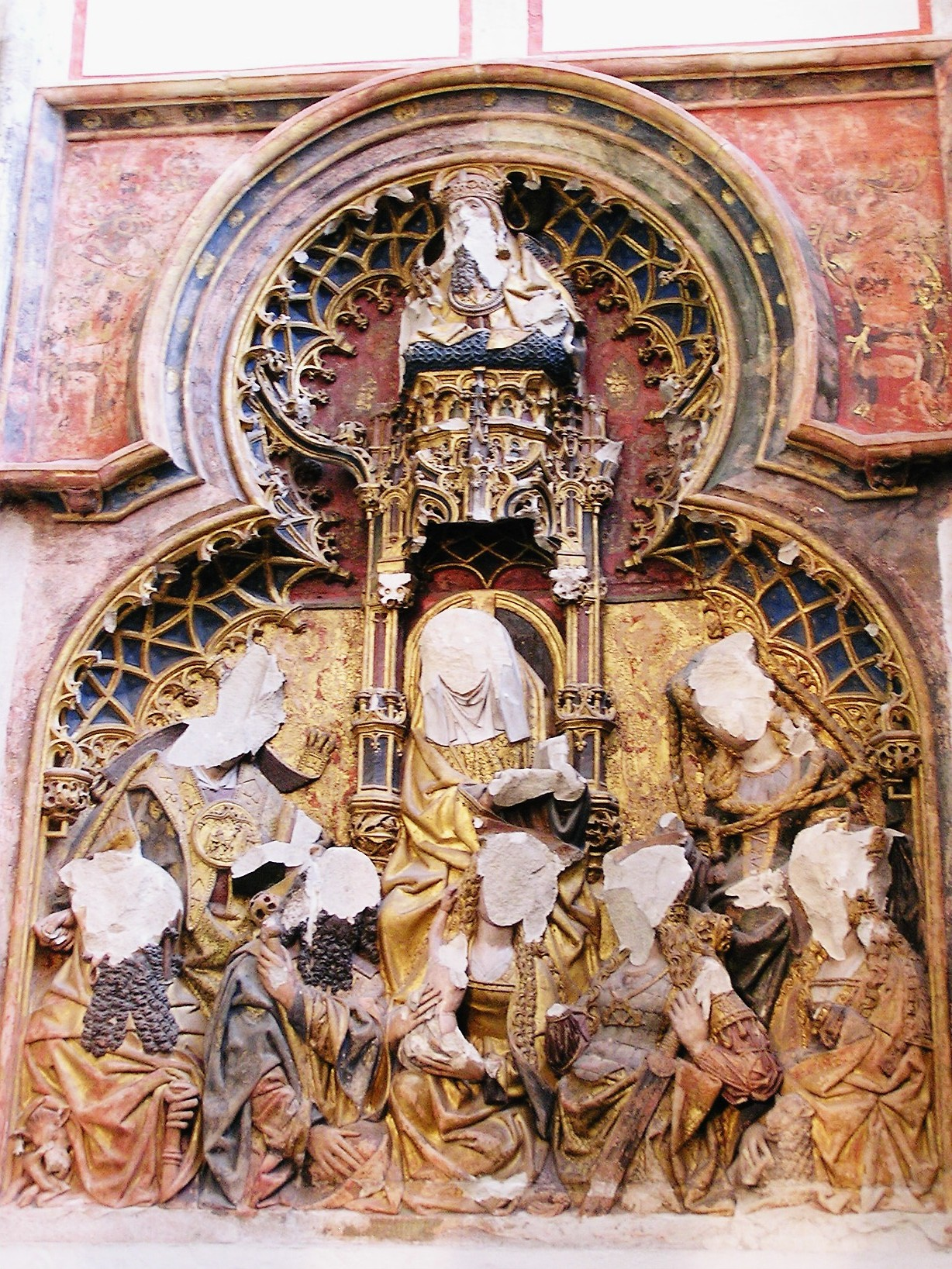
Przykład kalwińskiego ikonoklazmu- zniszczone rzeźby w katedrze św. Marcina w Utrechcie (Holandia)

## Ikonoklazm
W przeciwieństwie do luteranizmu, Kalwin był otwarcie wrogi wobec jakichkolwiek ozdób, rzeźb lub obrazów w kościołach (ikonoklazm). Kalwin uznał kult obrazów i rzeźb religijnych, w tym wizerunków maryjnych, za "herezję". Powoływał się przy tym na mojżeszowy Dekalog, zakazujący wykonywania podobizn "stworzeń Bożych". Wszystkie obrazy i rzeźby w kościołach w Genewie zostały zniszczone na jego polecenie w 1535 r. Decyzję Soboru Nicejskiego z 787 r. ustanawiającą dekorowanie kościołów obrazami i malowidłami, Kalwin w 1550 r. uznał za "nielegalną". Do dzisiaj kościoły kalwińskie charakteryzują się brakiem jakichkolwiek dekoracji wewnątrz; jeśli znajduje się w nich krzyż, to zawsze bez postaci Chrystusa.

## Rozwój teologii maryjnej w kalwinizmie
W następnych stuleciach, wobec narastających konfliktów między wyznaniami chrześcijańskimi, z jednej strony nasilał się radykalizm kalwiński (negujący wszelką wyjątkowość Marii), a z drugiej strony rozwijał się nurt bliski wczesnemu kalwinizmowi, który podkreślał fakt szczególnego, predestynowanego wybrania Marii na Matkę Boga. 

### Charles Drelincourt
Charles Drelincourt (1633-1697), francuski duchowny i teolog, potwierdzał wieczne dziewictwo Marii, jak również jej wyjątkową pozycję:
```
My nie tylko wierzymy, że Bóg wyróżnił świętą i błogosławioną Dziewicę bardziej niż wszystkich patriarchów i 
proroków
, ale również, że wywyższył ją nad wszystkich 
Serafinów
. Aniołowie mogą być uznani tylko za sługi Syna Bożego, stworzenie i dzieło Jego rąk, ale święta Dziewica jest nie tylko sługą i stworzeniem, ale także Matką tego wielkiego i żywego Boga
[
1
]
.
```

### Karl Barth
Najważniejszy teolog kalwiński XX w. Karl Barth, w przeciwieństwie do większości teologów protestanckich, poświęcił wiele uwagi rozważaniom mariologicznym. Barth zgadzał się całkowicie z większością katolickich poglądów maryjnych, np. o wiecznym dziewictwie, podkreślając słuszność tytułu "Matka Boga" (gdyż tego wymaga wiara w nierozłączność boskiej i ludzkiej natury Chrystusa). Potwierdzał, że Maria jest "pełna łaski", ale uznawał tę łaskę za daną jej od Boga. Jednocześnie ostro krytykował katolicki kult maryjny uważając, że zagraża on czystości wiary chrześcijańskiej i odbiera cześć należną Chrystusowi.

### Max Thurian
Max Thurian (1921-1996) był kalwińskim teologiem i jednym z przywódców ekumenicznej Wspólnoty Taizé. Podczas Soboru Watykańskiego II został zaproszony przez papieża Pawła VI do udziału w reformach liturgicznych Kościoła katolickiego. Zapoczątkowało to proces duchowej ewolucji Thuriana, który w dniu 12 maja 1988 r. przyjął katolicyzm i  następnie został wyświęcony na księdza katolickiego. Jego książka: Maria: Matka wszystkich chrześcijan (wydana w 1963 r.) została napisana jako ekumeniczne studium maryjne i uznana powszechnie za jedno z najlepszych teologicznych studiów maryjnych nie tylko protestanckich, lecz także katolickich. W tym dziele pisze on: 
```
W odniesieniu do doktryny maryjnej reformatorów, widzieliśmy już, jak są jednomyślni we wszystkim, co dotyczy świętości Marii i jej wieczystego dziewictwa. Niezależnie od pozycji teologicznych, które zajmujemy dzisiaj, w odniesieniu do Niepokalanego Poczęcia i Wniebowzięcia NMP, powinniśmy wiedzieć, być może ku naszemu wielkiemu zaskoczeniu, że te dwa dogmaty katolickie zostały zaakceptowane przez niektórych reformatorów, oczywiście nie w swojej obecnej formie, ale z pewnością w formie, która istniała w ich czasach" (Max Thurian, 
Maria: Matka wszystkich chrześcijan
, s. 197). 
```

Jednocześnie teolog ostrzegał przed zbyt daleko idącą "niebiblijną" idealizacją postaci Marii, co mogłoby odsuwać na dalszy plan jej prawdziwe człowieczeństwo.

## Maria w ujęciu kalwińskim
- jest Matką Syna Bożego, wybraną przez Boga;
- jest świętą, czystą, zawsze Dziewicą (Maria semper virgine);
- jest wzorem cnót chrześcijańskich, godnym naśladowania.

Brak jakiegokolwiek kultu maryjnego. Odrzucane są takie pojęcia jak niepokalane poczęcie, wniebowzięcie, orędownictwo i pośrednictwo Marii u Boga, nadawanie Marii tytułów królewskich. Nie ma specjalnych modlitw i nabożeństw maryjnych ani żadnej ikonografii maryjnej w kościołach. Imię Marii podczas nabożeństw pojawia się tylko w odczytywanych fragmentach Biblii, które to imię zawierają.